# Jan I Holenderski
Jan I Holenderski (ur. przed 12 sierpnia 1283, zm. 10 listopada 1299 w Haarlemie) – siedemnasty hrabia Holandii od 1296 do śmierci; ostatni hrabia holenderski z rodu Gerolfingów.

## Życiorys
Był najstarszym synem hrabiego Holandii Florisa V (Florencjusza V; panował 1256-1296) oraz Beatrycze flandryjskiej (ok. 1260-1291), córki hrabiego Flandrii Gwidona de Dampierre i Matyldy, potomkini Roberta VII, pana de Bethune. Jan odziedziczył tron, mając zaledwie 11-12 lat, gdy jego ojciec został zamordowany na zlecenie Edwarda I Długonogiego. Jan miał wiele starszego rodzeństwa, lecz był jedynym, który przeżył dzieciństwo oprócz Małgorzaty (ur. przed 1282, zm. po 1284), zaręczonej z Alfonsem, synem Edwarda I. Jan został z kolei zaręczony z Elżbietą, jego córką jeszcze w 1285. Mimo konfliktu (w 1296 roku Holandia wzięła stronę Francji w sporze z Anglią) i zamordowaniu ojca Jana na rozkaz Edwarda I, małżeństwo doszło do skutku. 7 stycznia 1297 w Ipswich roku nastąpił ślub. Wkrótce potem Janowi pozwolono wrócić do Holandii, ale Edward nakazał mu posłuszeństwo wobec dwóch szlachciców holenderskich, wiernych Anglii. Byli to: Jan III, hrabia Renesse i Wolfert I van Borselen, którzy przyjechali na Wyspy Brytyjskie na zaproszenie króla po zabiciu Florisa V. Żona Elżbieta nie popłynęła z mężem do Holandii, lecz została z własnej woli w ojczyźnie. Święta 1297 roku spędziła w Gandawie i w końcu dołączyła do męża dopiero w 1298 roku.
Na początku panowania regentem był Jan III z Renesse, ale 20 kwietnia 1297 roku hrabia wskazał Wolferta I van Borselen jako swego regenta do ukończenia 15 lub 16 lat. Ten ostatni prowadził politykę neutralności względem Flandrii i Anglii. Jednak wszedł w konflikt z miastem Dordrecht, gdzie został zabity przez tłum 30 lipca 1299 roku. Wówczas regencję przejął hrabia Hainaut Jan I z dynastii Avesnes. Jan zmarł wkrótce, 10 listopada 1299 roku, mając 15 lub 16 lat i nie posiadając żadnego potomka. Jako przyczynę podawano dyzenterię, ale nie wyklucza się otrucia na zlecenie regenta lub Edwarda I.
Wobec bezdzietnej śmierci Jana I i braku rodzeństwa, panowanie przeszło na najbliższą żyjącą rodzinę – dynastię Avesnes, synów Adelajdy Holenderskiej, siostry Wilhelma II, dziadka Jana. Najstarszym synem Adelajdy był dotychczasowy regent Jan I z Hainaut, który władał w Holandii jako Jan II. Tym samym powstała, trwająca do 1354 roku, unia personalna hrabstw Holandii i Hainaut.
Trzy lata później wdowa po Janie I Holenderskim wyszła za Humphreya (Onufrego) de Bohun, 4. hrabiego Hereford, hrabiego Essexu, a także Lorda Wielkiego Konstabla, syna Humphreya de Bohun, 3. hrabiego Bohun.